# The Pretty Reckless
I The Pretty Reckless sono un gruppo musicale hard rock statunitense, fondato a New York nel 2009 dall'attrice e modella Taylor Momsen.

## Storia del gruppo

### Formazione e primi anni (2007-2012)
Per due anni, Taylor Momsen, già nota per le sue partecipazioni nella pellicola Il Grinch e nella serie TV Gossip Girl, aveva lavorato con molti produttori prima di incontrare Kato Khandwala. Quest'ultimo la presentò a Ben Phillips e i tre cominciarono a scrivere canzoni. Altri tre componenti furono ingaggiati per completare il gruppo.
Il gruppo si chiamava originariamente The Reckless, ma dovettero cambiare nome a causa di problemi di copyright. Il primo concerto del gruppo avvenne il 5 maggio 2009 al The Annex di New York. Dopo molti concerti, la formazione del gruppo era cambiata radicalmente, conservando solo Taylor Momsen come membro originale. La nuova formazione, comprendente John Secolo alla chitarra, Matt Chiarelli al basso e Nick Carbone alla batteria registrò delle demo all'inizio del 2009, prima del tour in supporto alle The Veronicas. Nel 2010 Secolo, Chiarelli e Carbone lasciarono il gruppo.
Nel 2009, il gruppo firmò un contratto con la Interscope Records e il 30 dicembre 2009, il gruppo pubblicò una canzone promozionale, intitolata Make Me Wanna Die, in download gratuito sul sito della Interscope. Nel 2010, sul profilo MySpace vennero pubblicati i brani He Loves You e Zombie.
Make Me Wanna Die venne inclusa nella colonna sonora del film Kick-Ass; la canzone venne scelta come primo singolo del gruppo e venne pubblicato il 17 maggio 2010, annunciando che l'album di debutto sarebbe stato pubblicato ad agosto.
Il 21 giugno 2010 venne pubblicato l'EP The Pretty Reckless.
Light Me Up venne pubblicato il 31 agosto 2010, preceduto dal singolo Miss Nothing il 9 agosto, che venne accompagnato da un video musicale il 20 agosto.

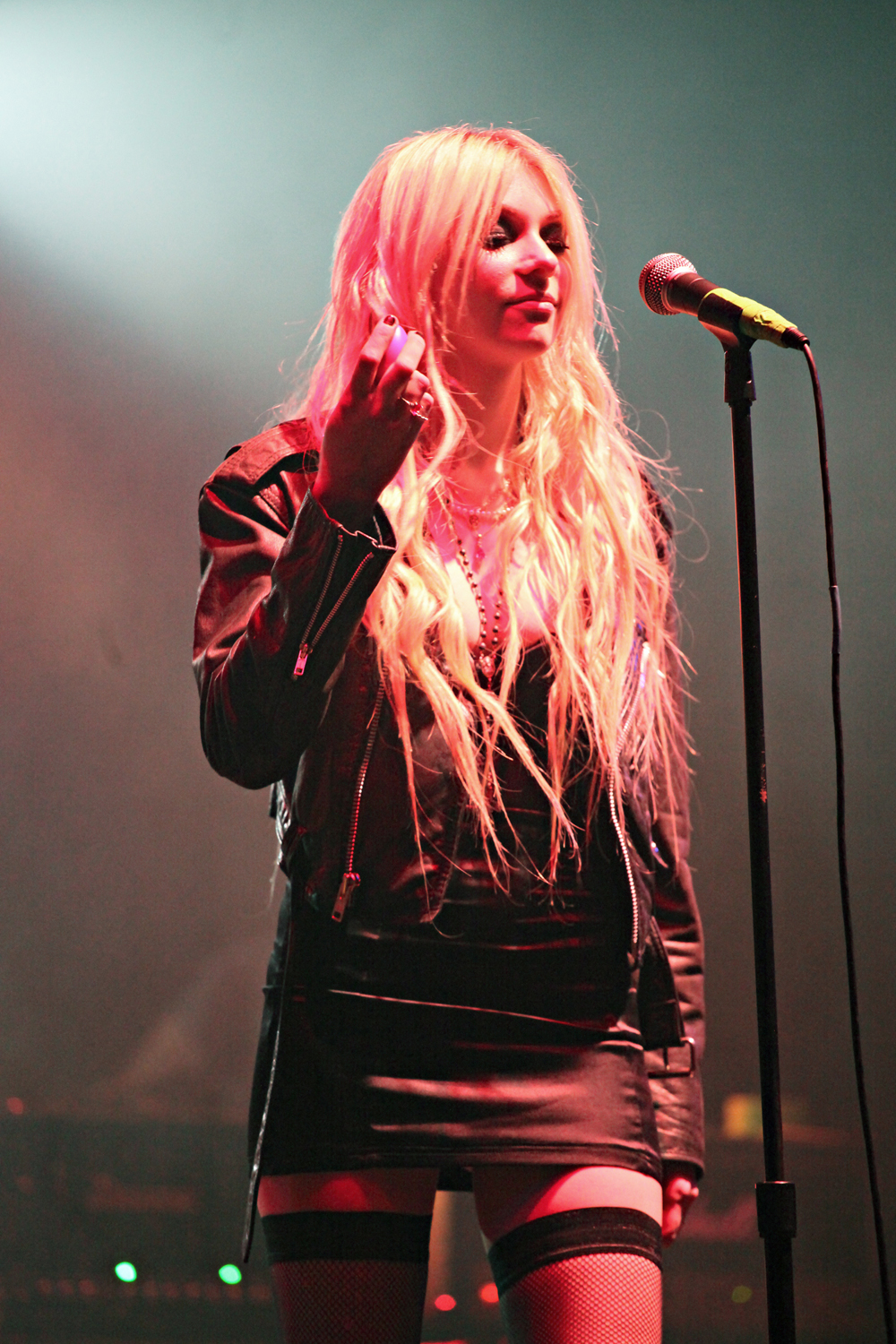
Momsen durante il Warped Tour nel 2010

Nel 2012, dopo un anno in tour, il gruppo pubblicò altri due singoli: You e My Medicine. Sempre nel 2012, il video per il brano The Words - Under The Water suscitò molto scalpore: Taylor, infatti, appariva nuda mentre cantava la canzone in versi.

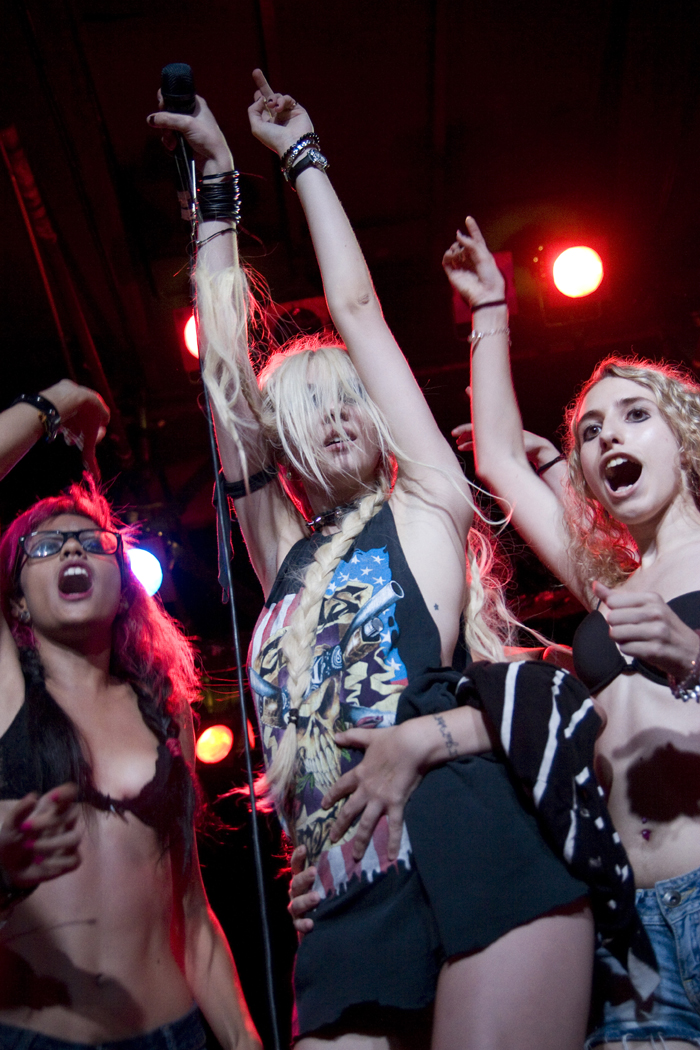
Taylor Momsen in Brasile nel 2011

### Hit Me Like a Man(2012)
Il 6 marzo 2012 venne pubblicato il secondo EP del gruppo, intitolato Hit Me Like a Man.
Il brano Only You venne incluso nella Target Version della colonna sonora del film Frankenweenie. L'11 dicembre, venne pubblicata Kill Me; la canzone venne usata alla fine dell'ultimo episodio delle serie TV Gossip Girl.

### Going to Hell(2014)
Il 30 maggio 2013, il gruppo pubblicò un'anteprima del nuovo album Going to Hell, previsto per il 2014. Il 17 giugno venne pubblicato anche il brano Follow Me Down, seguito, il 1º luglio, da Burn.
Il 19 gennaio 2014, il gruppo annunciò la firma del contratto con la Razor & Tie. e pochi giorni dopo, il 21 gennaio, viene annunciato che Going to Hell verrà pubblicato il 18 marzo 2014. Il 13 febbraio 2014 viene pubblicato il video per il singolo Heaven Knows sul canale YouTube del gruppo. Dopo l'uscita dell'album Going to Hell, vengono estratti i singoli Messed Up World (F***d up World) per le radio, successivamente pubblicato anche in versione esplicita, e Follow Me Down. Nel 2018 il singolo Heaven Knows ottiene la certificazione disco d'oro negli Stati Uniti.

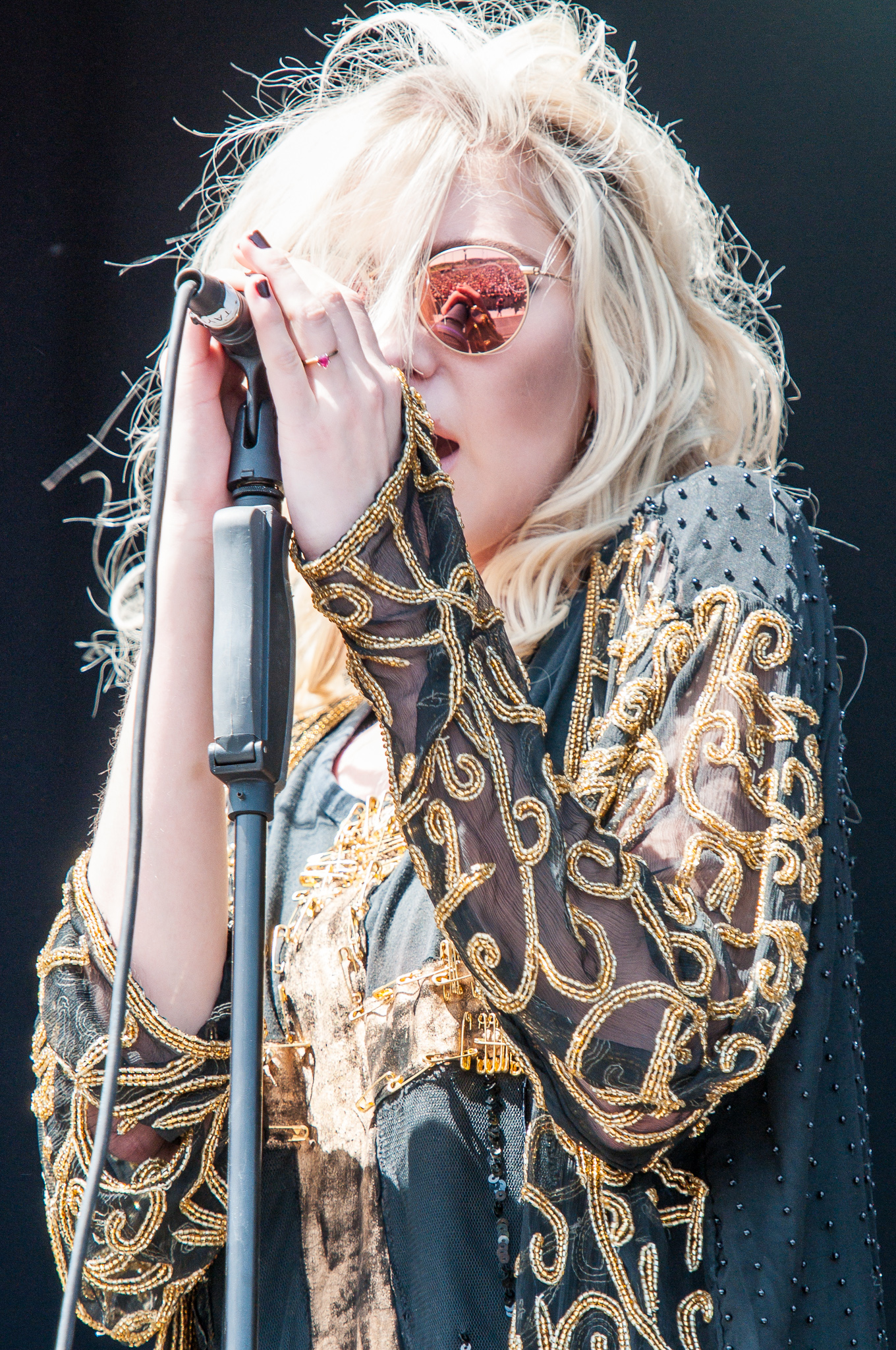
Taylor Momsen al Rock am Park nel 2014

### Who You Selling For(2016)
Il 15 luglio 2016 il gruppo pubblica il singolo Take Me Down che anticipa la pubblicazione del terzo album in studio del gruppo, diventando il quarto singolo a scalare la classifica del Mainstream Rock. Pubblicato il 21 ottobre 2016, Who You Selling For è stato prodotto da Kato Khandwala e registrato all'inizio del 2016. La band ha intrapreso il Who You Selling For Tour, ad ottobre dello stesso anno. 
Il video musicale ufficiale per il secondo singolo dell'album, Oh My God, viene pubblicato l'8 febbraio 2017, il giorno in cui i The Pretty Reckless fanno tappa al Fabrique di Milano.
Durante il tour, il 17 maggio 2017, i The Pretty Reckless aprono il concerto dei Soundgarden, gruppo di grande ispirazione per tutti e quattro i componenti dei The Pretty Reckless, al Fox Theater di Detroit in Michigan. Fu l'ultimo concerto del cantante Chris Cornell, frontman dei Soundgarden e degli Audioslave che la sera stessa si suicidò. I The Pretty Reckless hanno reso omaggio a Cornell, eseguendo una commovente cover di Like a Stone degli Audioslave il 20 maggio al BBT Pavilion, Camden, New Jersey.
Il terzo singolo, Back to the River, con Warren Haynes, chitarrista di Southern rock facente parte del gruppo Allman Brothers Band, è stato pubblicato il 13 giugno 2017.
Il 25 aprile 2018, all'età di soli 47 anni, muore il loro produttore Kato Khandwala, a causa di lesioni riportate in un incidente in moto a North Hollywood, Los Angeles.

### Death by Rock and Roll(2020-2021)
A novembre 2019, la Momsen ha rivelato su Instagram che la band stava lavorando al quarto album in studio con Matt Cameron. Il 29 novembre è stato annunciato che il nuovo album, intitolato Death by Rock and Roll, sarebbe stato pubblicato nel 2020 e avrebbe visto la partecipazione di Matt Cameron, Kim Thayil e Tom Morello. Il progetto è stato tuttavia pubblicato soltanto il 13 febbraio 2021.
Nel maggio 2020, la band ha firmato un contratto con Fearless Records e pochi giorni dopo, il 15 maggio, viene pubblicato Death by Rock and Roll, il primo singolo estratto dall'album. La copertina del singolo è dedicata a Kato Khandwala, il loro ex produttore morto nel 2018 in un incidente in moto. La copertina mostra la leader dei The Pretty Reckless, Taylor Momsen, in sella alla moto di Kato. Il 18 giugno viene pubblicato un lyric video del singolo sul canale del gruppo.
L'11 novembre, sui canali social, viene confermata la data di uscita dell'album, prevista per il 12 febbraio 2021. Il 13 novembre viene pubblicato il secondo singolo ufficiale dell'album 25, mentre il successivo 18 dicembre viene pubblicato il video ufficiale. L'8 gennaio è la volta del terzo singolo And So It Went, in collaborazione con Tom Morello. L'11 gennaio viene pubblicato un lyric video del singolo.

## Formazione
Attuale
- Taylor Momsen – voce, chitarra ritmica (2007-presente)
- Ben Phillips – chitarra solista, cori (2010-presente)
- Mark Damon – basso (2010-presente)
- Jamie Perkins – batteria, percussioni (2010-presente)

Ex componenti
- John Secolo – chitarra (2009-2010)
- Matt Chiarelli – basso (2009-2010)
- Nick Carbone – batteria, percussioni (2009-2010)
- Ric Rocker - basso, chitarra, sintetizzatore, batteria (2009-2010)

## Discografia

### Album in studio
- 2010 – Light Me Up
- 2014 – Going to Hell
- 2016 – Who You Selling For
- 2021 – Death by Rock and Roll

### Album di cover
- 2022 – Other Worlds

### EP
- 2010 – The Pretty Reckless
- 2012 – Hit Me Like a Man

### Singoli
- 2010 – Make Me Wanna Die
- 2010 – Miss Nothing
- 2010 – Just Tonight
- 2012 – You
- 2012 – My Medicine
- 2013 – Going to Hell
- 2014 – Heaven Knows
- 2014 – Fucked Up World
- 2014 – House on a Hill
- 2014 – Follow Me Down
- 2016 – Take Me Down
- 2016 – Oh My God
- 2017 – Back to the River
- 2020 – Death by Rock and Roll
- 2021 – And So It Went
- 2021 – Only Love Can Save Me Now

### Video musicali
| Anno | Brano             | Regista                                   |
| ---- | ----------------- | ----------------------------------------- |
| 2010 | Make Me Wanna Die | Meiert Avis                               |
| 2010 | Miss Nothing      | Meiert Avis                               |
| 2010 | Just Tonight      | Meiert Avis                               |
| 2012 | You               |                                           |
| 2012 | My Medicine       | Meiert Avis, Taylor Momsen e Stefan Smith |
| 2013 | Going to hell     |                                           |
| 2014 | Heaven Knows      | Jon J e Taylor Momsen                     |
| 2014 | Fucked Up World   | Jon J e Taylor Momsen                     |
| 2014 | House on a Hill   |                                           |
| 2016 | Take Me Down      | Meiert Avis                               |
| 2017 | Oh My God         | Meiert Avis                               |
| 2021 | 25                |                                           |
| 2021 | And So It Went    |                                           |